# ATV Offroad Fury 4
 (septembre 2024).
La mise en forme du texte ne suit pas les recommandations de Wikipédia : il faut le « wikifier ».
Les points d'amélioration suivants sont les cas les plus fréquents. Le détail des points à revoir est peut-être précisé sur la page de discussion.
- Les titres sont pré-formatés par le logiciel. Ils ne sont ni en capitales, ni en gras.
- Le texte ne doit pas être écrit en capitales (les noms de famille non plus), ni en gras, ni en italique, ni en « petit »…
- Le gras n'est utilisé que pour surligner le titre de l'article dans l'introduction, une seule fois.
- L'italique est rarement utilisé : mots en langue étrangère, titres d'œuvres, noms de bateaux, etc.
- Les citations ne sont pas en italique mais en corps de texte normal. Elles sont entourées par des guillemets français : « et ».
- Les listes à puces sont à éviter, des paragraphes rédigés étant largement préférés. Les tableaux sont à réserver à la présentation de données structurées (résultats, etc.).
- Les appels de note de bas de page (petits chiffres en exposant, introduits par l'outil «  Source ») sont à placer entre la fin de phrase et le point final[comme ça].
- Les liens internes (vers d'autres articles de Wikipédia) sont à choisir avec parcimonie. Créez des liens vers des articles approfondissant le sujet. Les termes génériques sans rapport avec le sujet sont à éviter, ainsi que les répétitions de liens vers un même terme.
- Les liens externes sont à placer uniquement dans une section « Liens externes », à la fin de l'article. Ces liens sont à choisir avec parcimonie suivant les règles définies. Si un lien sert de source à l'article, son insertion dans le texte est à faire par les notes de bas de page.
- La présentation des références doit suivre les conventions bibliographiques. Il est recommandé d'utiliser les modèles {{Ouvrage}}, {{Chapitre}}, {{Article}}, {{Lien web}} et/ou {{Bibliographie}}. Le mode d'édition visuel peut mettre en forme automatiquement les références.
- Insérer une infobox (cadre d'informations à droite) n'est pas obligatoire pour parachever la mise en page.

Pour une aide détaillée, merci de consulter Aide:Wikification.
Si vous pensez que ces points ont été résolus, vous pouvez retirer ce bandeau et améliorer la mise en forme d'un autre article.
ATV Offroad Fury 4 est un jeu vidéo de course développé par Climax Racing et publié par Sony Computer Entertainment pour PlayStation 2. Il est sorti le 31 octobre 2006 en Amérique du Nord, le 27 mars 2008 en Australie et un jour plus tard en Europe. Il s'agit du dernier jeu ATV Offroad Fury avant d'être fusionné avec lasérie MX vs. ATV.

## Système de jeu
ATV Offroad Fury 4 voit l'introduction de nouveaux véhicules tels que des motos tout-terrain, des camions trophées et des buggy des dunes, aux côtés des quads existants ; cela permet au jeu d'inclure jusqu'à 50 modes de championnat. En plus de graphismes améliorés, il dispose également de 60 pistes supplémentaires et d'un jeu en ligne amélioré.
En termes de commandes dans le jeu, davantage de figures sont possibles lorsque le joueur est sur une moto MX, mais aucune ne peut être effectuée lorsque le joueur contrôle un Trophy Truck ou un Dune Buggy. De la même manière que le risque d'être éjecté d'un VTT ou d'une moto pendant le jeu, les Trophy Trucks et les Dune Buggies sont vulnérables aux retournements, après quoi le véhicule du joueur sera automatiquement remis sur ses roues, comme c'est le cas lorsqu'il est éjecté d'un VTT ou d'une moto. Le jeu propose également des tutoriels sur la conduite des Trophy Trucks et des Dune Buggies.
L'introduction des rivaux est similaire à celle de NASCAR Thunder 2004. Tous les adversaires ont une icône au-dessus d'eux ; lorsqu'un joueur frappe un adversaire, l'icône de l'adversaire devient rouge et l'adversaire devient plus agressif envers le joueur.
Le jeu dispose d'un « Mode Histoire » dans lequel les joueurs participent à des événements dans le monde entier et doivent terminer un certain nombre d'événements pour passer au niveau supérieur.
ATV Offroad Fury 4 comprend davantage de mini-jeux, tels que « Hockey sur glace » (introduit dans ATV Offroad Fury 2 ), « Chasse au trésor », « King Of The Hill », « Bowling » et « Ring of Fire ».

### Version PSP
Une adaptation libre pour la PlayStation Portable est sortie en même temps, intitulée ATV Offroad Fury Pro. Ce jeu utilise le même moteur physique et propose les mêmes véhicules que 4, mais propose des pistes de course complètement différentes, des véhicules exclusifs, des mini-jeux et une bande-son. Il propose des modes multijoueurs ad hoc (réseau local) ou Infrastructure (web). Ce jeu comprend également de nouvelles classes de véhicules appelées motoneiges et voitures de rallye, qui sont exclusives à ce jeu.
Huit pistes « classiques » peuvent être débloquées en synchronisant votre propre fichier de sauvegarde avec une sauvegarde ATV Offroad Fury Pro via une liaison USB avec une PlayStation Portable. Ces pistes apparaissent dans les jeux précédents de la série et doivent être débloquées via Pro avant de les débloquer dans 4.

## Accueil
ATV Offroad Fury 4 a reçu des critiques « généralement favorables », selon l'agrégateur de critiques Metacritic.
| Score global       | Score global |
| Agrégateur         | Score        |
| ------------------ | ------------ |
| Métacritic         | 77/100       |
| Notes d'évaluation |              |
| Publication        | Score        |
| Eurogamer          | 8/10         |
| Game Informer      | 7,5/10       |
| GameSpot           | 8.1/10       |